# Gamma Librae
Gamma Librae (γ Lib / γ Librae) è una stella della costellazione della Bilancia. 
È conosciuta anche con il nome di Zuben-el-Akrab, che significa “chela dello Scorpione". Il nome deriva dalla frase araba az-Zuban al-Akrab (الزبن العقرب). Talvolta sono riportate versione alternative della stessa e precisamente Zuben el Hakrabi e Zuben Hakraki.

## Osservazione
Si tratta di una stella situata nell'emisfero celeste australe; grazie alla sua posizione non fortemente australe, può essere osservata dalla gran parte delle regioni della Terra, sebbene gli osservatori dell'emisfero sud siano più avvantaggiati. Nei pressi dell'Antartide appare circumpolare, mentre resta sempre invisibile solo in prossimità del circolo polare artico. La sua magnitudine pari a 3,9 fa sì che possa essere scorta solo con un cielo sufficientemente libero dagli effetti dell'inquinamento luminoso.

## Caratteristiche fisiche
Gamma Librae è una gigante arancione di classe spettrale K0, ed ha una magnitudine apparente pari a +3.91. Si tratta di una stella di circa 2,15 masse solari e con un basso contenuto di metalli, circa il 50% rispetto al Sole. Si trova a circa 152 anni luce dalla Terra.

## Sistema planetario[3]
| Pianeta | Massa            | Raggio  | Periodo orb.       | Sem. maggiore | Eccentricità | Scoperta |
| ------- | ---------------- | ------- | ------------------ | ------------- | ------------ | -------- |
| b       | 324±44 M⊕        | 13,8 r⊕ | 415,2 giorni       | 1,24 UA       | 0,21 ± 0,10  | 2018     |
| c       | 1456+137 −143 M⊕ | 12,9 r⊕ | 964,6 ± 3,1 giorni | 2,17 UA       | 0,057        | 2018     |